# 徐霈
徐霈（1500年—1586年），字孔霖，號東溪，浙江衢州府江山縣人，民籍，明朝政治人物。

## 生平
嘉靖十六年（1537年）丁酉科應天府鄉試第十五名舉人。嘉靖二十年（1541年）中式辛丑科會試第六名，登第三甲第一百零九名進士。授安慶府推官，嘉靖二十六年（1547年）選兵科給事中，二十七年十一月升戶科右給事中，二十八年三月升吏科左給事中。因疏救夏言，被廷杖，謫外官。歷陞河南提学副使、湖廣右参政、贵州按察使、廣東左布政使，隆庆元年（1567年），升顺天府尹，不赴，引疾致仕歸。居乡，建东溪讲舍，著述立说，宣扬阳明心学。

## 著作
為王守仁弟子，一生好學不倦。著有《世德乘》《道器真妄諸説》《東溪文集》。

## 家族
曾祖徐昶；祖父徐白；父徐琪，母毛氏。慈侍下。兄徐霁。弟孔鳴（省祭官）。